# Jean-Jacques Guissart
Jean-Jacques Guissart, francoski veslač, * 5. september 1927, Nogent-sur-Marne, Val-de-Marne, Francija, † 15. september 2008, Cannes, Alpes-Maritimes, Francija.
Guissart je za Francijo nastopil na Poletnih olimpijskih igrah 1952 v Helsinkih kot član četverca brez krmarja, ki je tam osvojil srebrno medaljo.